# Kościół Matki Bożej Częstochowskiej w Gogolicach
Kościół Matki Bożej Częstochowskiej w Gogolicach – katolicki kościół filialny zlokalizowany we wsi Gogolice w gminie Trzcińsko-Zdrój, w powiecie gryfińskim (województwo zachodniopomorskie). Jest filią parafii Matki Bożej Nieustającej Pomocy w Trzcińsku-Zdroju.

## Historia i architektura
Kościół został wzniesiony w 2. połowie XIII wieku. Jest budowlą salową, sytuowaną na planie prostokąta o wymiarach 20,45 × 11,2 m, bez wyodrębnionego prezbiterium. W wieku XVIII miała miejsce przebudowa kościoła, w trakcie której od strony zachodniej wykonano nowy szczyt w konstrukcji ryglowej, zwieńczony drewnianą wieżą. Wieża zwieńczona jest spiczastym hełmem z kulą i krzyżem. W 1876 roku dobudowano neogotycką kruchtę. Budowla kryta jest dwuspadowym dachem. W ścianie zachodniej i południowej znajdują się ostrołukowe portale. W elewacji wschodniej znajdują się trzy oryginalne ostrołukowe okna, z których dwa boczne zostały poszerzone. Okna w ścianach bocznych, poszerzone i zamknięte łukami odcinkowymi, wymurowane zostały w czasach nowożytnych.
Wewnątrz kościoła znajduje się XIX-wieczna empora chórowa oraz neogotycki ołtarz. Pod emporą umieszczona jest zakrystia. Sufit kryty jest stropem belkowanym, wykonanym w XIX wieku.
Po II wojnie światowej kościół został poświęcony ponownie w 1956 roku.
Wokół kościoła znajduje się dawny cmentarz, otoczony kamiennym murem.